# Гагарін (село)
Гагарін (вірм. Գագարին) — село в марзі Гегаркунік, на сході Вірменії. Село входить до складу міськради Севану. Село розташоване на лівому березі річки Раздан, на залізниці Раздан — Сотк, на трасі Єреван — Севан.
Станція Гагарін була обрана стартовою для початку будівництва залізниці Вірменія — Іран.